# Ni1000

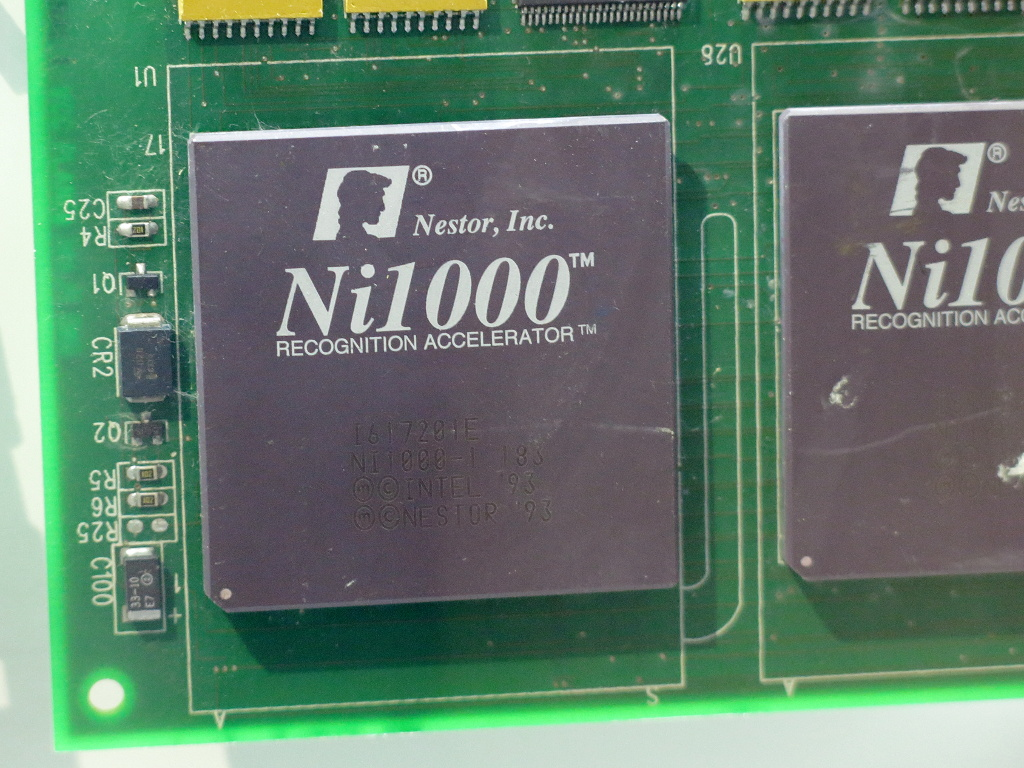
带有 Intel/Nestor Ni1000 的附加板

Ni1000是由Nestor Corporation和英特爾於1990 年代開發的人工神經網路芯片。它是英特爾的第二代神經網絡芯片，也是第一款全數位芯片。該芯片專為影像分析應用而設計，包含超過 300 萬個晶體管，並能每秒分析 40,000 種模式。1994 年，運行 Nestor 文字識別（OCR）軟體的原型機能夠每秒識別大約 100 個手寫字符。該開發由國防高等研究计划署和海军研究处資助。 